# Šingtung Jau
Šingtung Jau (kitajsko: 丘成桐; pinjin: Shing-Tung Yau) kitajsko-ameriški matematik, * 4. april 1949.